# Чехословацкая гуситская церковь
Чехословацкая гуситская церковь (чеш. Církev československá husitská, CČSH или CČH) — христианская национальная церковь, отделившаяся от Католической церкви после Первой мировой войны в бывшей Чехословакии. Она возводит свою традицию к реформаторам-гуситам и почитает Яна Гуса как своего идейного наставника. Территория деятельности церкви практически полностью ограничена территориями современных Чешской и Словацкой Республик.

## История

### Основание и первые годы
Предшественником данной церкви был «Союз католического духовенства» (чеш. Jednota katolického duchovenstva), основанный в 1890 году с целью модернизации католической церкви, в частности, отказа от обязательного обета безбрачия (целибата) для священников. Это движение привело к основанию церкви в 1919 году, когда, после получения Чехословакией независимости, рождественская месса во многих чехословацких церквях впервые служилась на чешском языке. Однако, официальной датой основания церкви считается 8 января 1920 года, а основателем — доктор Карел Фарский, который стал её первым Патриархом и был автором текста её литургии.
Усиление национального самосознания послужило основой для создания национальной церкви, которая была основана под названием Чехословацкая Церковь. В то время Католическая Церковь многими в Чехословакии воспринималась как связанная с Габсбургами и Австро-Венгрией, поэтому идея независимой национальной церкви получила в обществе широкую поддержку. 15 октября 1920 года церковь была признана государством.
Изначально основная позиция, а также направление деятельности и развития церкви были неясны. Совет представителей церкви прежде всего обратил взгляд на историю христианства в Чехословакии — моравскую миссию Кирилла и Мефодия, и поэтому обратил свои взоры к Сербской Православной Церкви. Путь на сближение с СПЦ отстаивало движение среди руководства церкви, которое рассматривало Чехословацкую церковь как обновлённую католическую кирилломефодиевскую церковь, с особым упором на православие и славянство. Это движение возглавлял священник Матей Павлик. Этому направлению противостояло более либеральное движение, возглавляемое Фарским. Противостояние достигло своей кульминации в 1922 году, когда Фарский и Калоус издали свой «Катехизис», в котором излагали основы вероучения новообразованной церкви. Православное крыло церкви сразу же его отвергло. Епископ Досифей (Васич), представляющий Сербскую православную церковь, назвал его «пантеистическим катехизисом», попирающим христианское вероучение.
Продвижению взглядов Фарского долгое время противостояла сильная оппозиция, поскольку православные имели более сильные позиции в моравской части церкви. Тем не менее, Фарский воспользовался отъездом Павлика в США и в его отсутствие постепенно подчинил себе Моравию. Сразу же по возвращении Павлик попытался вернуть свои позиции, но поняв, что это у него уже не получится (особенно после избрания Фарского Патриархом), в 1924 году перешёл в православие, став первым предстоятелем Чехословацкой православной церкви.
Несмотря на то, что Чехословацкая церковь с самого начала стремилась действовать на территории всей Чехословакии, на самом деле её влияние было почти полностью ограничено Чехией. Влияние церкви в Словакии было слабым, и в основном ограничивалось чехами, проживающими там. Подобным же образом деятельность церкви была ограничена и в Закарпатье, которое входило в состав Чехословакии до 1939 года.

### Послевоенный период
В 1939 году, после оккупации и раздела Чехословакии, Чехословацкая церковь была запрещена на территории Словакии и отошедшего к Советскому Союзу  Закарпатья, а на территории Протектората Богемии и Моравии переименована в Чешско-Моравскую церковь. По окончании войны церковь восстановила своё первоначальное название. После апреля 1945 года в руководстве церкви оказалась группа прокоммунистически настроенных священников, которые обвинили действующее руководство церкви в том, что оно  скомпрометировало себя во время оккупации, и отлучили его от церкви.
В 1968 году Чехословацкая церковь поддержала идею демократизации общественной жизни и выразила открытый протест против оккупации Чехословакии советскими войсками. С этого времени в церкви началось постепенное движение к позициям, близким протестантизму. В 1971 году церковь приняла название Чехословацкой гуситской церкви, а в 1994 году подписала Лейенбергское соглашение, объединяющее европейские протестантские церкви.
В апреле 1999 года гуситы, действуя в духе либерального протестантизма, рукоположили Яну Шилерову первой женщиной-епископом. Незадолго до этого, в январе 1999 году, чешский католический архиепископ Милослав Влк выступил с публичным неодобрением ожидавшегося избрания, предупредив, что это негативно скажется на экуменических отношениях гуситов с католиками. В связи со встречной критикой гуситов, возмущённых вмешательством в их внутренние дела, Влк отозвал своё заявление и заявил, что Римская католическая церковь не собирается оказывать давления в связи с избранием женщины-епископа. Чехословацкая гуситская церковь приняла его извинения.
В начале нового тысячелетия на истории церкви негативно отразилось противостояние между Патриархом Яном Шварцем и епископами, которые обвиняли друг друга в непрозрачной хозяйственной деятельности, растратах и недостатках в личной жизни. Это противостояние привело к отставке Патриарха на съезде церкви в июне 2005 года. Съезд был созван по инициативе Патриарха, но, вопреки ожиданиям, он не получил поддержки делегатов съезда.

## Современное положение
Высшим органом церкви является Церковный сейм (Církevní sněm), который собирается периодически. В перерывах между созывами сейма текущее руководство осуществляет Центральный совет (ústřední rada) церкви, возглавляемый Патриархом. Число прихожан в Чехии, согласно переписи населения 2011 года, составляет 40 тысяч человек (учтены только лица, добровольно указавшие вероисповедание в переписи), плюс некоторое количество в Словакии. Это значительно меньше, чем в 1920-1950-е годы, когда, на пике популярности церкви её, согласно тогдашним переписям населения Чехословакии, поддерживали до миллиона человек. 
На сегодняшний день, из 266 клириков церкви 130 составляют женщины. Кандидаты в священники обучаются на гуситском факультете богословия в Карловом университете Праги.
В Чехии имеется до 350 гуситских конгрегаций (obec), объединённых в 5 диоцезов (епархий) с центрами в Праге, Пльзене, Градце Кралове, Брно и Оломоуце. В Словакии существует только одна Братиславская епархия с тремя приходами. Приходы возглавляются приходскими собраниями (Shromáždění obce) и советом старейшин (rada starších), диоцезы возглавляются диоцезальным собранием (Diecézní shromáždění) и диоцезальным советом (diecézní rada).
Гуситская церковь входит во Всемирный совет церквей, в Экуменический совет церквей Чехии, Конференцию европейских церквей и Лейенбергское сообщество церквей (Leuenberg Community of Churches). Церковь поддерживает хорошие отношения с протестантами, однако отношения с католиками остаются натянутыми.

## Патриархи
- Карел Фарский (1924—1927)
- Густав Адольф Прохазка (1928—1942)
- Франтишек Коварж (1946—1961)
- Мирослав Новак (1961—1990)
- Вратислав Штепанек (1991—1994)
- Йозеф Шпак (1994—2001)
- Ян Шварц (2001—2005)
- Томаш Бутта (с 2006)